# Neustadt (Hessen)
Neustadt település Németországban, Hessen tartományban. Lakosainak száma 10 051 fő (2023. december 31.). Neustadt Stadtallendorf, Gilserberg és Schwalmstadt községekkel határos.

## Népesség
A település népességének változása:
| Lakosok száma | 8492 | 9420 | 9586 | 10 177 | 10 393 | 10 051 |
|               | 2014 | 2017 | 2019 | 2021   | 2022   | 2023   |